# هامور بني الترقيط
هامور بني الترقيط أو سمك القد الصخري أو سمك القد الصخري ذو الوجه القطي (الاسم العلمي Epinephelus andersoni)، نوع من الهامور وفصيلة القرفصية. موطنه سواحل موزمبيق وجنوب أفريقيا. موائله الطبيعية هي البحار الضحلة والشعاب المرجانية ومياه مصبات الأنهار.